# EA Sports FC Mobile
EA Sports FC Mobile, anciennement FIFA Mobile, est un jeu vidéo de football développé par EA Mobile et EA Canada édité par EA Sports. Le jeu a été annoncé le 16 août 2016 lors de la games.com 2016 puis disponible dans le monde entier depuis le 11 octobre 2016 sur iOS, Android et Windows.

## Système de jeu

### Généralités
EA améliore le graphisme en utilisant le moteur graphique de la Xbox 360 et de la PlayStation 3 utilisé sur FIFA 15. EA avait déjà utilisé le moteur graphique de FIFA 08 sur mobile. Cela améliore les visages et les mouvements dans le jeu, rendant les joueurs plus réalistes.

### Échanges de joueurs
Les échanges de joueurs donnent aux joueurs plus de chances d'obtenir les joueurs qu'ils veulent vraiment. Au lieu de les vendre ou de jeter les joueurs indésirables, les joueurs seront en mesure de les échanger. Plus le joueur est fort, plus l'utilisateur sera en mesure d'obtenir une carte forte dans le jeu. Seuls les joueurs pouvant aller sur le marché des transferts peuvent être échangés.  
Cependant, les échanges sont supprimés lors de la mise à jour de FIFA Mobile 2018.

## Accueil
- Gamezebo : 3/5[3]
- Pocket Gamer : 7/10[4]

## Développement et mises à jour
Le jeu a été développé en utilisant le moteur du jeu FIFA 08, utilisés sur les précédents jeux FIFA mobiles. EA a annoncé le jeu le 16 août 2016 lors de la Gamescom 2016. Le jeu est disponible dans le monde entier depuis le 11 octobre 2016 pour iOS, Android et Microsoft Windows.
Le 7 novembre 2018, une nouvelle mise à jour est dévoilée, rendant le jeu bien plus fluide, ainsi qu’une qualité des graphismes nettement supérieure. On peut également noter l’apparition de la Champions League dans les différents modes de jeu. Les icônes du jeu deviennent alors Neymar Jr., Paulo Dybala, et Kevin De Bruyne.
En septembre 2019 sort une nouvelle version du jeu, semblable à celle de 2018, sans nouveauté majeure. L’icône du jeu est alors l’international belge Eden Hazard. En septembre 2020 aussi sort une nouvelle version qui est l'actuelle avec quelques détails qui améliorent la qualité du jeu comme le changement de buts des deux équipes entre les mi-temps ou la possibilité de revoir un but ou une séquence dans le match. L'icône du jeu est Kylian Mbappé.
Le 24 septembre 2024, EA Sports sort une nouvelle version du jeu nommée EA Sports FC Mobile. L'icône du jeu est Jude Bellingham.